# 밀양시의 지질

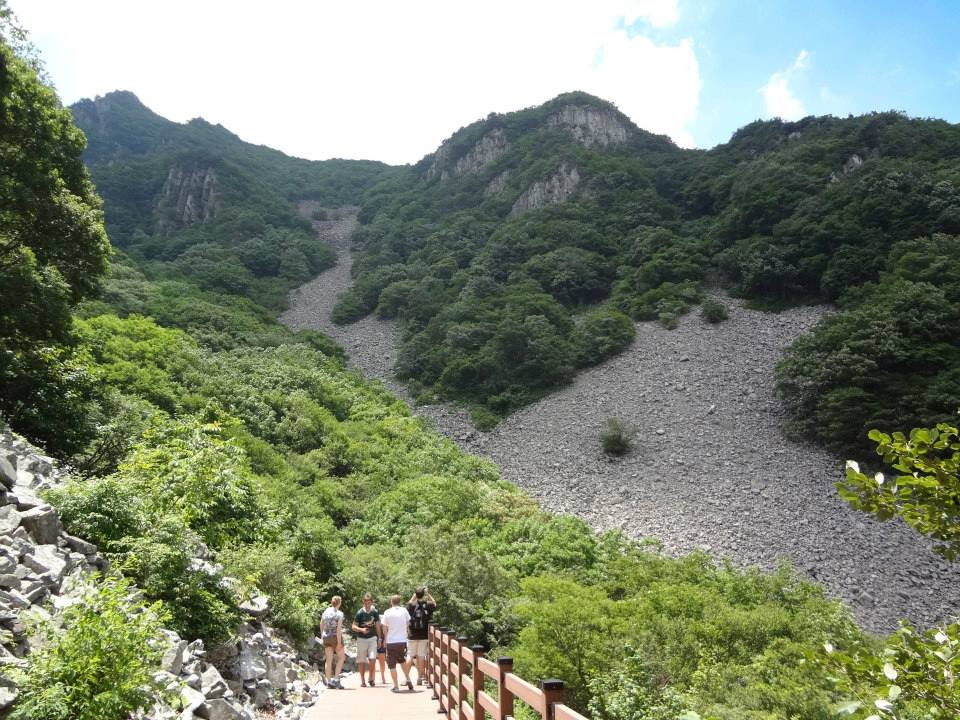
밀양 남명리 얼음골과 유천층군 운문사유문암질암류 석영안산암

본 문서에서는 경상남도 밀양시의 지질과 밀양 남명리 얼음골 등 지질유산 및 광물과 지하자원에 대해 설명한다.

## 개요

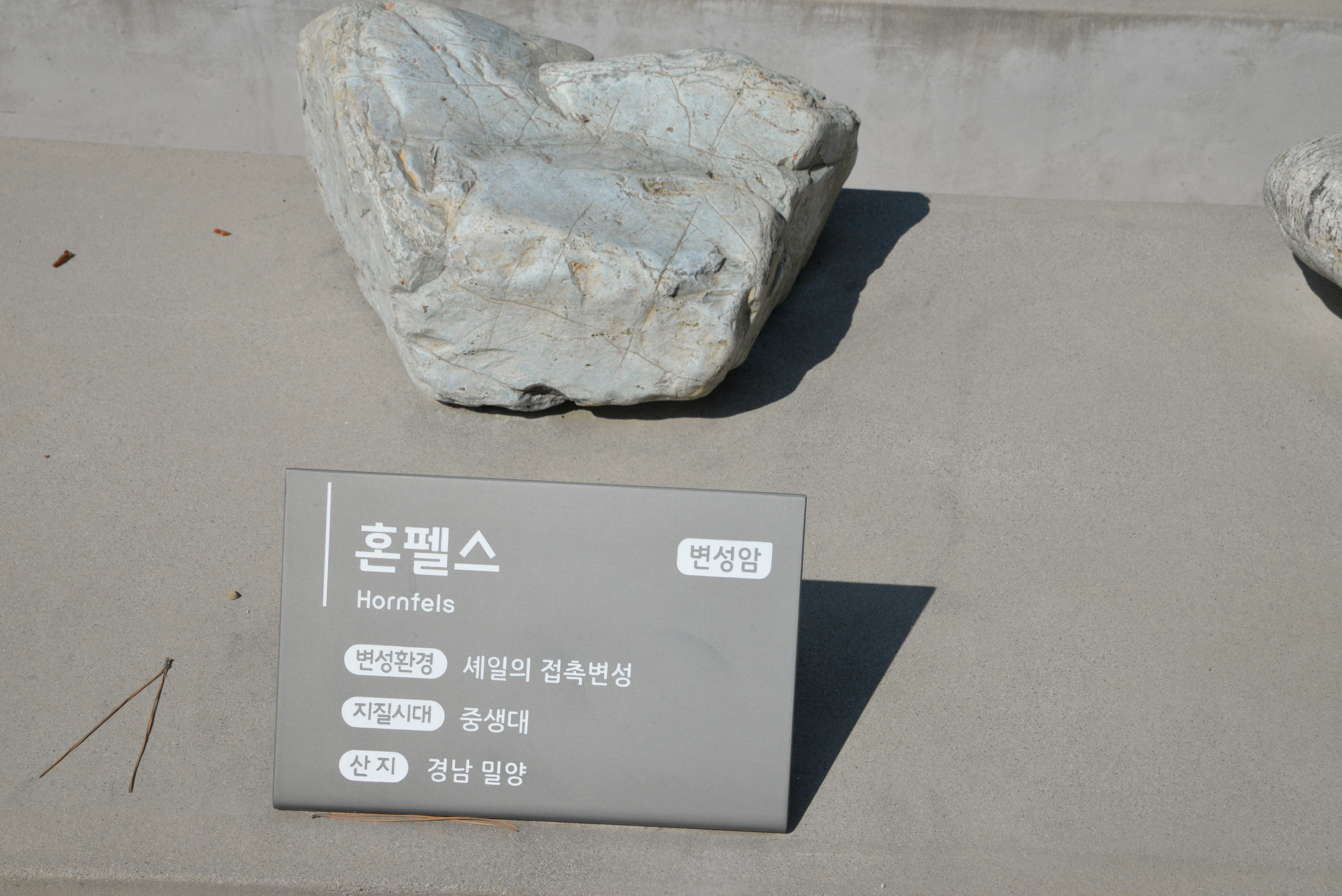
셰일이 변성된 혼펠스, 경상남도 밀양시

경상남도 밀양시는 경상 분지 밀양소분지 한가운데에 위치하며 밀양시의 지질은 대부분 중생대 백악기 경상 누층군의 화산암인 유천층군으로 구성되고 이를 관입한 백악기의 불국사 화강암의 언양 화강암과 화강섬록암이 일부 분포하며 밀양시 서부 지역에는 경상 누층군 하양층군 진동층이 소규모 분포한다.
1:5만 지질도폭 상으로
- 청도 지질도폭(1964)의 남동부 (청도면 전역, 무안면 북부, 부북면 북부, 상동면 옥산리)[2]
- 유천 지질도폭(1987)의 중·남부 (상동면 대부분, 산외면, 산내면, 단장면 북부)[3]
- 영산 지질도폭(1964)의 북동부 (무안면 중·남부, 초동면, 무안면 남부, 상남면 서부)[4]
- 밀양 지질도폭(1988)의 중·서부 (내일동, 용평동, 가곡동, 활성동, 단장면 남부, 삼랑진읍)[5]

에 해당한다.

## 경상 누층군하양층군진동층
진동층(Jindong formation, 鎭東層)은 경상 분지 밀양소분지에 분포하는 경상 누층군 하양층군의 최상부 지층으로 밀양시 내에서는 무안면 가례리~웅동리~종암산(546 m) 지역에 진동층의 최상부 부분이 분포한다. 대체로 (암)회색 셰일, 사질셰일, 녹회색 셰일이 우세하고 알코스질 사암이 협재되며 창녕군과의 경계 지역에서는 창녕군 지역에 관입한 흑운모 화강암의 영향으로 변질되어 처트 내지 혼펠스화되었다. 밀양시 청도면 인산리와 무안면 양효리 일부 지역에서 진동층이 석영반암 중에 포획된 상태로 분포한다.

## 경상 누층군유천층군

### 주산안산암질암
주산안산암질암(Yucheon group Jusan andesite rock, 主山安山巖質巖)은 청도군, 경주시 산내면, 밀양시, 부산광역시, 김해시, 창원시 일대에 광범위하게 분포하는 안산암질 화산암으로 유천층군의 일부이다. 밀양시 내에서 주산안산암질암은 청도면, 무안면, 부북면, 상남면, 단장면 지역에 광범위하게 분포하며 변질안산암, 비현정질안산암, 밀양안산암, 정각산층으로 구분된다.
청도 지질도폭에 의하면 주산안산암질암은 안산암, 조면암질안산암, 휘석안산암 등으로 구성되며 관입보다는 분출 형태를 보인다. 두께는 600 m 이상으로 추정된다. 영산 지질도폭에 의하면 주산안산암질암은 안산암, 조면암질안산암, 휘석안산암, 함각력안산암 등으로 구성되며 하부의 진동층을 덮거나 암맥 형태로 관입하고 있으며 진동층과 호층을 형성하는 경우도 있다.

#### 밀양 안산암
밀양 지질도폭의 주사산안산암질암류 밀양안산암(Milyang andesite, 密陽安山巖)은 안산암질 용암에서 기원한 것으로 밀양시 내일동, 용평동, 활성동, 가곡동, 남포동, 삼랑진읍 숭진리, 상남면 기산리, 연금리, 평촌리, 마산리 지역과 단장면 무릉리, 국전리, 고례리, 밀양호 지역에 분포한다. 단장면에서 정각산층과 운문사유문암질암류에 의해 덮히고 불국사 화강암의 흑운모 화강암과 세립화강섬록암에 의해 관입당했다. 전체 두께는 500 m 이상으로 추정된다. 부분적으로 주상절리가 발달한다.

#### 정각산층
주사산안산암질암류 정각산층(Jusasan andesitic rocks cheŏnggaksan formation, 正覺山層)은 밀양시 단장면 범도리 북측의 정각산(860.1 m)에서 이름이 유래된 응회암 지층으로 밀양시 내에서 산내면 임고리 남부, 단장면 구천리 남서부, 고례리와 범도리 지역에 분포한다. 정각산층 하부는 (녹)회색의 응회질사암 및 연흔이 나타나는 어두운 색 응회질셰일로 구성되며 최하부는 밀양안산암의 직상부 기저 역암에 해당하는 응회질역암이 놓인다. 중부는 층리가 잘 발달하는 회색 응회질셰일 및 회백색 사암으로 구성되고 중부의 최하부와 중부에 응회암이 협재된다. 상부는 자색 응회질셰일이 대부분이고 응회질사암 혹은 역암이 협재된다. 응회질셰일만 있는 곳에서는 층리 없이 괴상(塊狀)을 보인다. 지층의 주향과 경사는 단장면 고례리에서 북동 70°~동-서~북서 80° 및 북 18~30°, 단장면 국전리에서 북서 50~80°및 북동 10~26°이다. 정각산층은 부산광역시의 이천리층과 상당히 유사하다.

#### 범도리 안산암
범도리 안산암은 밀양시 단장면 범도리와 사연리 지역에 소규모 분포하는 안산암으로 주사산안산암류의 최상부에 해당한다. 정각산층 상위에 놓이며 두께는 범도리 남쪽에서 최대 200 m 이다.

### 운문사유문암질암류
유천층군 운문사유문암질암류(Yucheon group Unmunsa rhyolitic rocks, 雲門寺流紋巖質巖類)는 운문산(1195 m)을 중심으로 청도군과 밀양시 동부 산내면, 단장면 지역에 분포하는 유문암질암류이다. 석영안산암과 유문암으로 구분된다.

#### 석영안산암
운문산유문암질암류 석영안산암은 운문산 주변과 단장면 구천리, 재약산(1119 m) 일대에 분포한다. 밀양시 산내면 원서리 석골 계곡에서는 주산안산암질암의 포획체를 포함하며 산외면 금곡리에서는 정각산층을 불규칙하게 관입하였고 재약산 일대에서는 정각산층의 각력을 포함한다.

#### 석영안산암질 회류응회암
운문산유문암질암류 석영안산암질 회류응회암은 밀양시 내에서 삼랑진읍 미전리, 용전리, 우곡리, 안태리, 단장면 법흥리 지역에 분포하는 담홍회색~회색 응회암으로 유문암과 세립화강섬록암에 의해 관입당했다. 삼랑진읍 미촌리 배나무고개 도로변에서는 주상절리가 발달한다.

#### 강하응회암
운문사유문암질암류 강하응회암은 밀양시 내에서 삼랑진읍 삼랑리, 송지리, 안태리, 검세리 및 신불암고개 지역에 분포하며 주산안산암질암 밀양 안산암 위에 놓인다. 응회암과 라필리 응회암이 교호하며 층리가 발달하고 신불암고개 지역에서는 퇴적동시성 단층이 관찰된다.

#### 유문암
운문사유문암질암류 유문암은 밀양시 산내면 구만산(784 m)~억산(762 m) 산지, 정각산 서측 및 삼랑진읍 일부 지역에 분포하는 유문암이다. 구만산~억산 지역의 유문암은 회색을 띠며 구만산~억산 지역에서 석영안산암을, 정각산 지역에서 정각산층을 관입하였고 석영, 정장석, 사장석, 견운모 등으로 구성된다. 삼랑진읍 지역의 유문암은 대개 홍회색을 띠며 홍회색 부분과 회백색 부분이 교호하는 유상 구조(flow-banding)를 흔히 나타낸다. 유문암의 분포지는 화산의 화도(火道; vent) 부분에 해당하는 것으로 보인다.

## 불국사 화강암
불국사 화강암은 중생대 백악기의 화강암으로 밀양시 내에서는 언양 화강암과 화강섬록암으로 구성된다.

### 화강섬록암

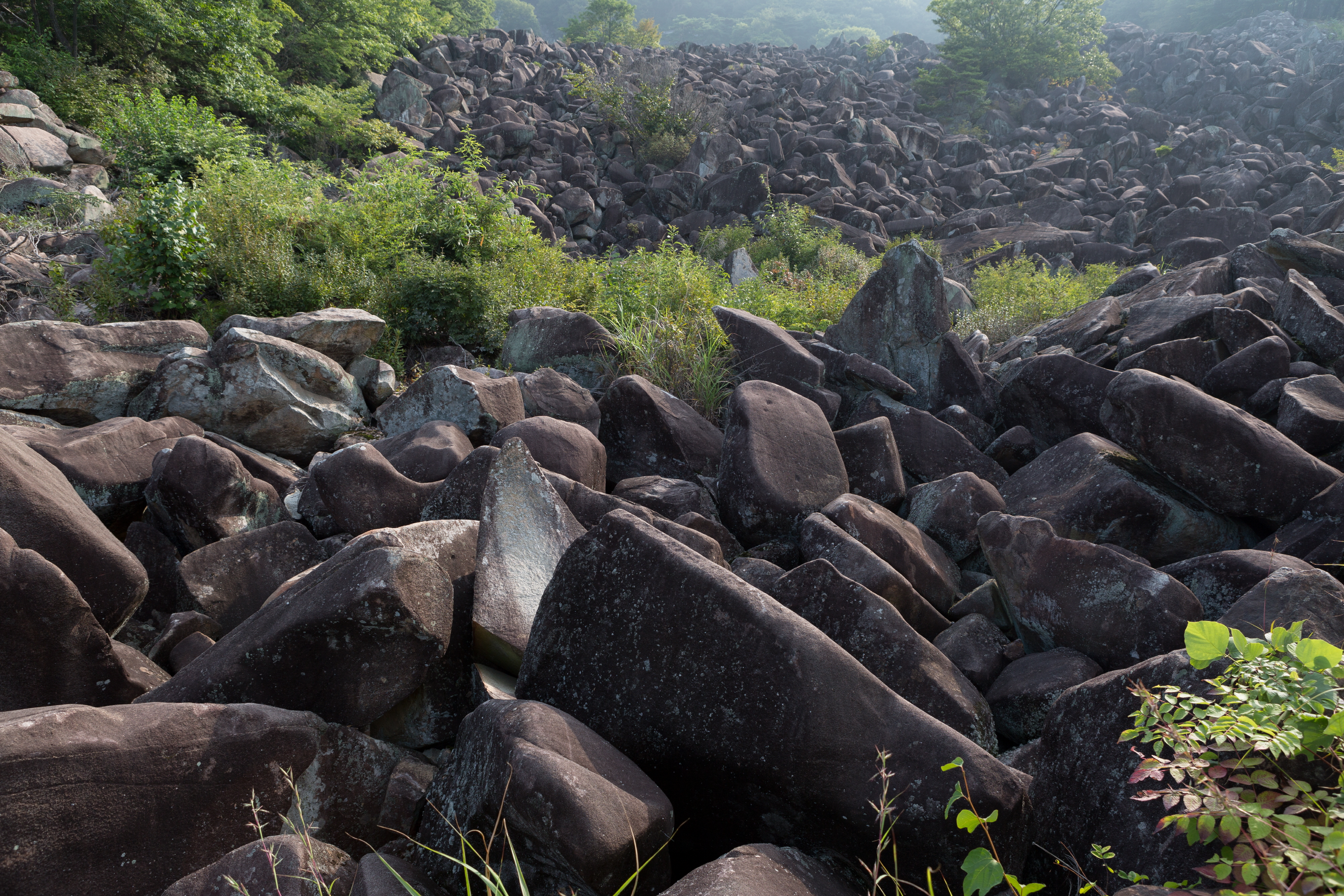
밀양 만어산 암괴류는 화강섬록암으로 구성된다.

화강섬록암은 상동면 고정리~산외면 엄광리, 초동면 봉황리~상남면 남산리, 초동면 금포리~하남읍 남전리 및 만어산 지역에 분포하며 언양 화강암에 의해 관입당해 있어 언양 화강암보다 먼저 형성된 암석이다. 유천 지질도폭에 의하면 구성 광물은 석영, 사장석, 정장석, 각섬석, 흑운모, 자철석 등이다. 영산 지질도폭에 의하면 대체로 우백색을 띠고 운광암(雲鑛巖)으로 금속 광상이 발달한다. 밀양 지질도폭에 의하면 유천층군을 관입하였고 녹회색의 세립질 괴상(塊狀) 암석이다. 사장석, 각섬석, 석영, 칼륨장석, 흑운모, 자철석, 인회석으로 구성된다. 풍화에 강해 높은 산 능선을 형성하며 특히 만어산 지역에서는 절리가 있어 암석이 붕괴되어 계곡 사면에 대규모의 애추(崖錐, talus) 지형을 형성한다. 이는 천연기념물 제528호 밀양 만어산 암괴류로 지정되어 있다.

### 언양 화강암
언양 화강암은 원래 울산광역시 울주군 언양읍 지역에 분포하는 담색의 조립질 흑운모 화강암으로 밀양시 내에서는 산내면 남명리~밀양 남명리 얼음골~호박소계곡~삼양리 지역과 상동면 신곡리~도곡리~중산(649 m)~금산리~산내면 용전리, 산외면 금곡리, 다죽리 지역에 분포한다. 유천 지질도폭에 의히면 상동면 일대에서는 화강섬록암을 관입하였으며 산내면에서는 유천층군 주산안산암질암과 운문사유문암질암류의 화산암을 포획하고 가끔 화강섬록암의 포획체(녹회색)를 가진다. 밀양시 산외면 금곡리 북서측 산사면과 상동면 금산리 북서측 계곡에서는 이 화강암 내에 흑전기석(schorlite)이 함유된 전석(轉石)이 자주 발견되는데 이 흑전기석은 담색의 화강암 내에서 특이한 형상을 이루어 수석(壽石) 애호가들의 탐색 대상이 된다.

### 각섬석흑운모화강암
각섬석흑운모화강암은 삼랑진읍 삼랑리에 소규모 분포하며 유천층군을 관입하여 심한 열변질을 일으켜 혼펠스화 내지 납석화하였다. 신선한 면은 회백색, 풍화면은 담황갈색을 띤다.

### 석영반암
석영반암은 상동면 가곡리~산외면 엄광리, 산외면 희곡리 승학산(548 m) 남부, 운문산~가지산 능선 남부 등 곳곳에서 유천층군과 화강암을 암맥 형태로 관입한 암석으로 대체로 황백색을 띠고 석영, 정장석, 사장석 등으로 구성된다.

## 단층

### 밀양 단층
밀양 단층(密陽 斷層, Miryang Fault)은 양산 단층대의 일부로 경주시 건천읍 송선리에서 밀양시 삼랑진읍으로 이어지는 북북동-남남서 주향의 단층으로 밀양 단층을 따라 다수의 미소 지진이 발생한다.
유천 지질도폭(1988)에서는 운문산(1195.1 m) 북북동쪽에서 산내면 남명리를 거쳐 단장면 범도리 부근을 통과하는 선상구조(lineament)가 발달한 계곡으로 확인되었다. 범도리 부근에서 단층선의 서쪽 지역은 전단 운동에 수반된 것으로 보이는 습곡 구조가 있으며 범도리 일대의 단층대는 소규모의 취성 전단대만을 지니고 있다.
밀양 지질도폭(1987)에서는 삼랑진과 단장면 감물리를 지나는 비교적 뚜렷한 북동 20°주향의 단층으로 보고되었다. 삼랑진 이남에서는 보고된 바 없다.

## 광산과 지하자원
밀양시에는 백악기 경상 누층군 유천층군과 백악기 불국사 화강암 내에 납석(蠟石; 엽납석/葉蠟石), 텅스텐, 금, 은, 동, 납, 아연 철 등의 광화대가 발달한다.

### 양효리 광산
양효리 광산은 밀양시 무안면 양효리에 위치한 금, 은, 동, 납, 아연 광산이다. 광상은 주산안산암질암을 관입한 석영반암의 열극을 충전한 석영맥으로 동, 납, 아연을 함유한다. 암맥의 광석은 방연석, 섬아연석, 석영으로 구성되며 소량의 황동석과 황철석이 수반된다.

### 양구동 광산
양구동(良久東) 광산은 밀양시 무안면 마흘리 양구동골~초동면~부북면에 걸쳐 있는 금, 은, 동, 납, 아연 광산으로 일제강점기 개발되었다. 광상은 주산안산암질암의 열극을 충전한 석영맥으로 방연석, 섬아연석, 황동석, 황철석 등 유화(硫化)광물이 산출된다. 광석의 평균 품위는 금 1.1 g/t, 은 168.5 g/t, 납 18.28%, 구리 2.37%이다.

### 금정 금·은광산
금정광산은 밀양시 무안면 마흘리 남방 2 km 계곡에 위차한 금·은 광산으로 일제강점기 개발되었으나 현재는 폐광되었다. 광산의 지질은 주산안산암질암 변질안산암으로 1 cm 미만의 황철석 결정(結晶)이 산재한다. 갱도는 북동 30° 방향으로 개설되었으며 석영맥 열수 광상으로 추정된다.

### 삼남 금·은광산
삼남광산은 밀양시 상남면 삼남리 종남산(662 m) 남측에 위치한 금·은 광산으로 일제강점기 개발되었으나 가행량이 줄어 1964년 영산 지질도폭 조사 당시에는 휴광 상태였다. 일대의 지질은 화강섬록암이 주산안산암질암을 관입하였으며 화강섬록암 내와 접촉부의 주산안산암질암 내에 발달하는 주향 북서 30~40°, 경사 남서 70°~수직 방향의 단층, 절리, 열극을 따라 발달한 석영맥 열수 광상이다. 광석의 평균 품위는 금 6.65 g/t, 은 68.65 g/t, 구리 0.21 g/t이다.

### 덕산리 금·은 채광장
밀양시 초동면 덕산리 남방 1 km 지점 산중턱에 위치하며 거의 동-서 방향으로 발달한 단층 압쇄대를 충전한 맥상 광상으로 갈철석과 석영이 산출된다. 일제강점기에 가행된 것으로 추정된다.

### 밀양 납석광산
밀양 납석광산은 밀양시 교동과 부북면 용지리의 경계 지역에 위치한 밀양시의 대표적인 납석 광산으로 채굴 현장은 상동면 안인리 신안 남서 250 m 고도(북위 35° 31′ 00″ 동경 128° 45′ 20″ / 북위 35.51667°  동경 128.75556° )에 위치한다.
유천 지질도폭(1987)에 의하면 일대의 지질은 주산안산암질암 안산암 내에 응회암이 협재된 부분이며 변질된 응회암 지층은 주향 북동 60°, 경사 북서 19°의 층리를 보인다. 변질대는 고도로 납석화된 중성 응회암으로 구성되며 불규칙하게 유화대, 규화대, 고령토화대를 수반한다.
이강원 외(1993)에 의하면 광상을 배태하는 안산암질 응회암은 밀양 안산암에 의해 정합으로 덮히고 지층의 주향은 북서 10~30°, 경사는 북동 20~30°이며 심한 변질을 받아 암갈색~담갈색을 보인다. 광상 동측에 분포하는 밀양 안산암은 녹(회)색과 자주색을 띠고 국부적으로 다량의 각력을 포함하며 주상절리를 보이기도 한다. 납석 광상은 응회암의 층리를 따라 불규칙하게 배태되며 이강원 외의 조사 당시(1993년) 월 1,000톤 정도의 광체를 생산하고 있었다. 주요 구성 광물은 납석이며 석영, 황철석, 고령토, 다이아스포어(Diaspore), 듀머티어라이트(Dumortierite) 등이 수반된다. 단층면을 따라 광화 작용이 진행된 고품위의 광체는 연하늘색 내지 담녹색을 띤다.
문희수 외(1993)에 의하면 밀양 납석광산은 주로 안산암질 응회암을 모암으로 하여 응회암의 층리를 따라 층상 내지 렌즈상으로 배태된다. 열수의 통로로 추정되는 단층을 따라 3~5 cm, 최대 15 cm 크기의 단괴(團塊)가 밀집되어 있는데, 단괴는 다이아스포어(Diaspore), 고령토, 납석, 전기석, 웨이블라이트(Wavellite), 스반버자이트(Svanbergite) 등의 광물을 포함한다. 단괴의 생성 온도는 275~340 °C 범위이다.
문동혁 외(2015)는 밀양 납석광상의 열수변질대를 강이질(advanced argillic)변질대, 필릭(phyllic)변질대, 프로필라이트(propylitic)변질대로 구분하고 가행 대상의 납석 광체인 강이질변질대는 주로 엽납석-딕카이트(석영) 광물 조성을 가지며 단층선이나 파쇄대를 중심으로 형성되었다고 보고하였다. 밀양 납석광상의 형성온도는 약 300-350°C 내외로 추정하였다.

### 아북광산
아북광산(阿北鑛山)은 밀양시 내일동 아북산(118.6 m)의 안산암에 위치한 납석 광상으로 일제강점기 개발된 납석광산은 지형적으로 산 정상부에 부존되어 있었다. 밀양여자고등학교는 1971년 당시 일제치하 납석을 채굴하던 광산부지에 설립되었다.

### 원당광산
원당광산은 밀양시 산내면 원서리 원당 북동측 사면에 위치한 광산으로 일대의 지질은 유천층군 주산안산암질암의 세립 안산암질암으로 구성되고 북북동 방향으로 산성 암맥이 관입해 있다. 광산은 암맥의 장석을 대상으로 가행하였다.

### 경원광산
경원광산은 밀양시 산내면 임고리 임양 부근으로 화강암의 풍화대를 대상으로 고령토를 채굴하였다.

### 산내 중석광산
산내 중석광산은 밀양시 산내면 삼양리 북동측 사면 고도 380 m 지점에 위치한 텅스텐 광산으로 일대의 지질은 불국사 화강암 언양 화강암으로 구성되고 도처에서 화강섬록암과 석영안산암을 포획한다. 광상은 흑운모 화강암 내 열극을 충전한 석영맥으로 철망간 중석과 휘수연석이 산출되고 회중석과 황철석을 수반한다. 품위는 삼산화 텅스텐(WO3) 1~2%이다.

### 문화 태룡광산
문화 태룡광산은 밀양시 단장면 태룡리 하천 동측에 위치하며 일대의 지질은 주산안산암질암의 반상 안산암으로 구성된다.

### 정각광산
정각광산은 밀양시 단장면 구천리의 정각산 정상 동측 사면에 위치한 광산으로 일대의 지질은 주산안산암질암 정각산층의 암흑색 층회암과 나중에 이를 관입한 석영맥으로 구성된다. 1918년 창연(몰리브데넘)을 대상으로 탐광한 적 있으며 고도 750 m 사면에서 발견된 3개의 굴에서 정각산층의 주향은 북동 72°, 경사는 남동 14°이다.

### 국전광산
국전광산(菊田鑛山, Gukjeon Mine)은 밀양시 단장면 국전리(북위 35° 29′ 00″ 동경 129° 54′ 10.4″ / 북위 35.48333°  동경 129.902889° )에 위치한 광산으로 일제강점기인 1921년 개광하였다. 과거 갱내 채굴이 진행된 죽갱광체와 동부광체로 구분된다. 정각산층(주향 북동 80°/경사 북서 20°)은 녹색/회색 응회질셰일과 여기에 협재된 사암, 안산암질 응회암, 석회질암, 역암으로 구성되며 남북으로 밀양 단층에 의해 절단된 밀양 안산암이 분포한다. 과거의 채굴장은 골짜기의 북쪽 사면에 북동 10° 방향으로 수평 혹은 사갱을 굴착하였다. 광상은 유천 지질도폭(1988)에서 정각산층의 열극을 충전한 석영맥으로 납, 아연, 동을 함유하며 곳에 따라 녹렴석이 형성되어 있다고 보고하였으나 오늘날 국전광산은 유천층군의 정각산층 내에 협재된 석회암이 불국사 화강암의 흑운모 화강암에 의해 교대작용을 받아 형성된 스카른 광상으로 해석된다. 국전광산의 스카른 광상을 배태한 석회암층은 암청색~암록색을 띠며 층리가 불량하고 정각산층 하부에 두께 6-8 m, 연장 500 m 규모로 협재된다. 이 석회암층은 유천 지질도폭에서 층회암으로 기재하였으나 전암 분석 결과 석회규산염암에 해당하는 암석으로 제시되었다.
국전광산의 주요 광석광물은 섬아연석과 방연석이며, 황동석, 유비철석, 황철석, 자류철석 등이 수반된다. 스카른 광물로 단사휘석 및 녹렴석이 있으며, 석류석, 석영, 방해석 및 양기석이 수반된다. 국전광산의 갱내 벽면을 따라 지하수로부터 침전된 청색 및 녹색의 광물들이 암반을 덮고 있는데, 이 광물들은 과거 문헌에서 남동석과 공작석으로 분류되었으나 최근의 연구를 통해 수화구리아연황산염으로 해석되었으며, 특히 세계적으로도 희귀한 브로칸타이트, 슐럼버가이트, 서피어라이트, 하이드로우드워다이트, 글로코세리나이트, 베체러라이트 등의 수화황산염(水化黃酸鹽, Hydrated Sulfate) 광물이 발견되었다.

### 국전리 납석광산
국전리 납석광사은 밀양시 단장면 국전리에 위치한 납석 광산으로 밀양 안산암에 부존된 납석광상은 심도 10~15 m, 길이 약 40 m이다. 광석은 담황색을, 변질대는 부분적으로 적갈색을 띤다.

### 숭진 납석광산
숭진납석광산은 밀양시 삼랑진읍 숭진리 계곡에 위치한 납석광산으로 일대의 지질은 주산안산암질암 밀양 안산암과 운문사유문암질암류 석영안산암질 회류응회암 및 양자의 경계를 따라 관입한 유문암으로 구성된다. 납석 변질대는 안산암에 발달하며 폭 100 m, 길이는 남북으로 약 400 m 에 달하는 타원형이다.

### 대림 납석광산
대림납석광산은 밀양시 삼랑진읍 대신마을에 위치한 납석광산으로 유문석영안산암질 회류응회암이 변질된 것이다. 납석은 황백색, (담)회색을 띠며 산화된 부분은 황갈색을 띤다.

## 지질유산

### 밀양 남명리 얼음골
밀양 남명리 얼음골은 천연기념물 제224호로 일대의 지질은 유천층군 운문사유문암질암류의 석영안산암으로 구성된다. 암석에 발달하는 절리는 주향 북동 30°, 경사 북서 84°이며 파쇄의 흔적은 없다. 여름에 얼음이 어는 현상에 대해 유천 지질도폭에서는 이동하는 기류가 지하의 공극(孔隙; 암석의 틈)으로 스며들어가 저장되고 지하수의 유동을 따라 저지대로 옮겨져 지표로 나올 때는 대기보다 낮은 온도를 유지하는 것으로 설명하였다/

### 밀양 만어산 암괴류
밀양 만어산 암괴류는 밀양시 삼랑진읍 만어산에 있는 암괴류 지형으로 천연기념물 제528호로 지정되었다. 한반도 빙하기가 끝난 후 많은 비가 내려 이곳의 암석들이 양파가 벗겨지듯 침식·풍화되며 생성된 암괴류로, 700m이상 길게 펼쳐지며 독특하고 아름다운 모습을 보이는 등 학술적, 경관적 가치가 크다.

## 같이 보기
- 한국의 지질
- 경상 누층군